# Oil City (condado de Cambria)
Oil City es un área no incorporada ubicada en el condado de Cambria en el estado estadounidense de Pensilvania.

## Geografía
Oil City se encuentra ubicada en las coordenadas 40°24′8″N 78°38′25″O / 40.40222, -78.64028.